# Flash Forward (serie de televisión)
Un año más (en Inglés: Flash Forward) fue una serie de televisión estadounidense producida en Canadá para preadolescentes y adolescentes. Se estrenó en Disney Channel y en la ABC a mediados de la década de 1990. La serie trata sobre la vida de Tucker y Becca, amigos desde que nacieron y vecinos, y sus aventuras en octavo curso, el último año de la escuela primaria (de ahí su título en España). La serie fue producida por Atlantic Films en asociación con Disney Channel (Buena Vista International, Inc.).

## Personajes

### Tucker James (Ben Foster)
Tucker tiene tan solo 13 años cuando empieza el octavo curso y comienza a ver la vida de manera diferente. Tucker se enfrenta a los típicos problemas de adolescencia con su buen humor de manera divertida. Los errores, meterse con matones, las regañinas de sus padres le llevan a ayudarse de su amigo Miles. Él y Becca han sido muy buenos amigos desde que nacieron y siguen unidos como si fuesen uña y carne.

### Rebecca "Becca" Fisher (Jewel Staite)
Becca, también tiene 13 años, es la mejor amiga de Tucker y está experimentando con desilusión los problemas del octavo curso. Su nueva mejor amiga es Christine, Becca ve a Tucker como una persona sencilla al que confiar las cosas sobre las que están empezando (es decir, la adolescencia). Becca también se enfrenta a la ridiculización de su mandona e insoportable hermana mayor, Ellen y esconde un secreto, desearía acabar con las Pizzerías de la zona, Gooch.

### Miles Vaughn (Theodore Borders)
Miles Tucker es el nuevo mejor amigo de Tucker y comienza el octavo curso sin su gran amigo. A menudo actúa como la voz de la razón en su relación con Tucker, Normalmente cuando Tucker la lía, la lía hasta el máximo, cuando Tucker abre su mente para obtener el mejor de él.

### Christine "Chris" Harrison (Asia Vieira)
Christine es la nueva mejor amiga de Becca y, a menudo, se encuentra en medio de Becca y de todos sus problemas. Ella sirve como una fuente de compañerismo y lo más importante, una oyente, alguien en la que Becca puede confiar en su mundo de constante cambio. Christine tiene una perra llamada Steve.

### Horace James (Ricky Mabe)
Horace es el hermano pequeño de Tucker. Él es a menudo el protagonista de los chistes y bromas de su hermano, pero tiene un gran respeto por su hermano mayor. Es conocido por todos como el chico de la cámara de vídeo, utilizando a veces las escenas grabadas como chantaje contra Tucker. Es el típico hermano menor.

### Ellen Fisher (interpretado por varios Rachel Blanchard [ep. 1-4] y Robin Brûlé [resto de a serie])
Ellen es la dominante y egoísta hermana mayor de Becca. Ella no respeta a nadie más que a sí misma y (posiblemente) su novio Ryan. Ellen es normalmente una pesadilla para su hermana menor.